# Giorgio Merula
Giorgio Merlano di Negro ou Georgius Merula Alexandrinus dit Giorgio Merula (né en 1430 à Alexandrie, Piémont - mort en 1494 à Milan) est un humaniste italien du XVe siècle, philologue et historien.

## Biographie
Giorgio Merula étudia à Milan de 1444 à 1446 sous la direction de Francesco Filelfo, puis à Padoue et à Venise.
À partir de 1465, il enseigna à Mantoue puis à Venise de 1465 à 1482. Là, il rencontra l'helléniste Giorgio Valla, qu'il convainquit d'enseigner le grec à Venise, ce qui devait avoir des conséquences importantes pour le renouveau de l'étude des mathématiques en Italie.
Il revient  en Lombardie, précisément  à Pavie, à l'invitation de Ludovic le More de la dynastie Sforza entre 1483 et 1485, ensuite définitivement à Milan entre 1485 et 1494, année de sa mort.
Il eut pour élèves Baldassare Castiglione et Tristano Calco, lequel poursuivit l'œuvre historiographique de son maître dont il avait hérité une riche bibliothèque.
Taddeo Ugoleto fut également un de ses élèves à Milan.
Il a violemment attaqué Politien, dont les mélanges (une collection de notes sur les auteurs classiques) ont été déclarés par Merula être plagiés de ses propres écritures ou, quand il s'agissait des textes originaux, pour être incorrectement traduits.

## Ouvrages
Merula édita et commenta les auteurs classiques grecs et latins de l'Antiquité. Ludovic le More lui confia la rédaction d'une histoire de la famille des Visconti, les Antiquitates Vicecomitum, laissées inachevées. Pour écrire cette chronique, Merula eut la possibilité de faire ses recherches dans les archives et la bibliothèques des Visconti. On a conservé quelques-unes de ses lettres, dont quelques autographes.
Outre ses éditions et commentaires de beaucoup d'auteurs romains, il est aussi l'auteur d'une description du siège turc de Shkodra (Bellum Scodrense), composé en latin en septembre 1474 (forteresse  tombée aux mains des Turcs Ottomans en janvier 1479).